# 盧廷潤
盧 廷潤（ノ・ジョンユン、노정윤、1971年3月28日 - ）は、大韓民国出身の元サッカー選手。元韓国代表。京畿道仁川市(現･仁川広域市)出身。Jリーグ初期はノ・ジュンユンの読みで登録されていた。元韓国女子代表選手の劉永玉 は妻である。韓国代表として初めてJリーグでプレーしたサッカー選手でもある。

## 経歴
地元の富平高等学校から高麗大学校へ進学し、大学在籍中の1990年に韓国代表入り、7月27日の日本戦に途中出場して代表デビューを果たす。
卒業後、1992年度行われたKリーグドラフトで油公（現済州ユナイテッドFC）に指名されたが、以前からオファーの届いていたJリーグのサンフレッチェ広島に入団。韓国内でも将来の中心選手として期待が高かったため、Jリーグ入りは韓国国民から強い非難を受けるなど大騒ぎとなった。Jリーグ開幕戦となったジェフユナイテッド市原で先発出場。スピードに乗ったドリブル突破と闘争心溢れたプレーですぐに実力を証明してレギュラーを掴み、6月23日の横浜マリノス戦でプロ入り初ゴールを含む2ゴールを決めた。1994年のサントリーシリーズ（1stステージ）優勝に貢献、この年は年間10ゴールを決めた。なお、本人はワールドカップアメリカ大会出場のため、チームが優勝を決めた同年6月11日のジュビロ磐田戦を含め、第1ステージ終盤の5試合はチームを離れた。韓国代表メンバーとしてW杯アメリカ大会への出場を果たし、2試合に先発出場した。1995年、チームは低迷したものの、13得点を記録してチーム内得点王となった。同年はJリーグオールスターサッカーのメンバーに選出され、初出場を果たした。1996年、第76回天皇杯全日本サッカー選手権大会準決勝のガンバ大阪戦では決勝ゴールを挙げ、決勝進出の立役者となったが、元旦の決勝ではヴェルディ川崎に敗れた。1997年限りでサンフレッチェを退団、1998年の初頭にオランダのNACブレダへローン移籍。しかし、加入後2週間で半月板の故障で手術を受ける羽目になった。それでも韓国代表入りを目指して無理を押して試合出場を続けた。
1998年、フランス大会ではグループリーグのメキシコ戦に先発出場、良いプレーを見せていたが、この試合で右膝を負傷し、以降の試合に出場出来ず、チームもグループリーグで敗退した。
1999年の1stステージからセレッソ大阪に加入、1999年のJリーグ戦では11アシストを記録するなど活躍、週刊サッカーマガジンの選出する年間ベストイレブンに選出された 。2000年1stステージの躍進に貢献、同年はJリーグオールスターサッカーに2度目の出場を果たした。翌年のシーズン途中、チームの不振に伴い金都根と共に契約解除。蔚山現代に加入する一歩手前まで来たが、当時のKリーグの規定（ドラフトから入団しない選手はリーグでプレーする資格を失う）に抵触するため断念。アビスパ福岡へ入団したものの、この年の福岡はJ1残留争いに巻き込まれ、最終順位15位となりJ2リーグへ降格してしまう。2002年も福岡に残留したがJ1昇格を果せず、また事件の影響もあってシーズン終了後に退団。J1では通算215試合43ゴールの成績を残した。
Kリーグの規定が解除された2003年に釜山アイコンズ（現:釜山アイパーク）に入団し、翌年のFAカップ優勝に貢献。2005年からは以前に入団しかけた蔚山現代でもプレーし、2006年シーズン終了をもって35歳で現役を退いた。
その後、アメリカに渡りロサンゼルスを拠点に生活、サッカー指導者を志す。2010年6月より韓国に帰国し、ゲーム会社顧問として活躍している。

## その他
1994年ワールドカップアメリカ大会アジア地区最終予選中の参加国の合同宿舎においては、上記の軋轢から自身をスパイ扱いする韓国代表選手との接触を避ける一方、Jリーグで同僚の森保一や他の日本代表の選手にキムチや焼き肉を差し入れたり、他のチームの情報を伝えたりしていた。最終予選で韓国が日本に敗れ、ほとんどの選手が悔しさのあまり取材すら拒否してスタジアムを後にする中、盧だけは日本のテレビカメラに向かって笑顔で「おめでとう」とコメントを残した。この試合に敗れたことについて、金皓韓国代表監督が「廷潤が日本代表のスパイであったせいで韓国は負けたのだ」とテレビカメラの前で主張を展開。それ以降、決定的に韓国全土にスパイの汚名を着せられることとなる。

## 個人成績
| 国内大会個人成績 | 国内大会個人成績 | 国内大会個人成績 | 国内大会個人成績 | 国内大会個人成績 | 国内大会個人成績 | 国内大会個人成績 | 国内大会個人成績 | 国内大会個人成績 | 国内大会個人成績 | 国内大会個人成績 | 国内大会個人成績 |
| 年度             | クラブ           | 背番号           | リーグ           | リーグ戦         | リーグ戦         | リーグ杯         | リーグ杯         | オープン杯       | オープン杯       | 期間通算         | 期間通算         |
| 年度             | クラブ           | 背番号           | リーグ           | 出場             | 得点             | 出場             | 得点             | 出場             | 得点             | 出場             | 得点             |
| 日本             | 日本             | 日本             | 日本             | リーグ戦         | リーグ戦         | リーグ杯         | リーグ杯         | 天皇杯           | 天皇杯           | 期間通算         | 期間通算         |
| ---------------- | ---------------- | ---------------- | ---------------- | ---------------- | ---------------- | ---------------- | ---------------- | ---------------- | ---------------- | ---------------- | ---------------- |
| 1993             | 広島             | -                | J                | 28               | 6                | 2                | 1                | 4                | 2                | 34               | 9                |
| 1994             | 広島             | -                | J                | 36               | 10               | 1                | 0                | 3                | 0                | 40               | 10               |
| 1995             | 広島             | -                | J                | 38               | 13               | -                | -                | 5                | 1                | 43               | 14               |
| 1996             | 広島             | -                | J                | 24               | 5                | 4                | 0                | 5                | 2                | 33               | 7                |
| 1997             | 広島             | 14               | J                | 12               | 2                | 3                | 0                | 2                | 1                | 17               | 3                |
| オランダ         | オランダ         | オランダ         | オランダ         | リーグ戦         | リーグ戦         | リーグ杯         | リーグ杯         | KNVBカップ       | KNVBカップ       | 期間通算         | 期間通算         |
| 1997-98          | NAC              |                  | エールディヴィジ | 9                | 0                |                  |                  |                  |                  |                  |                  |
| 1998-99          | NAC              |                  | エールディヴィジ | 16               | 1                |                  |                  |                  |                  |                  |                  |
| 日本             | 日本             | 日本             | 日本             | リーグ戦         | リーグ戦         | リーグ杯         | リーグ杯         | 天皇杯           | 天皇杯           | 期間通算         | 期間通算         |
| 1999             | C大阪            | 10               | J1               | 27               | 0                | 2                | 0                | 2                | 0                | 31               | 0                |
| 2000             | C大阪            | 10               | J1               | 25               | 4                | 4                | 0                | 1                | 0                | 30               | 4                |
| 2001             | C大阪            | 10               | J1               | 12               | 1                | 1                | 0                | -                | -                | 13               | 1                |
| 2001             | 福岡             | 40               | J1               | 13               | 2                | -                | -                | 0                | 0                | 13               | 2                |
| 2002             | 福岡             | 10               | J2               | 33               | 5                | -                | -                | 0                | 0                | 33               | 5                |
| 韓国             | 韓国             | 韓国             | 韓国             | リーグ戦         | リーグ戦         | リーグ杯         | リーグ杯         | FA杯             | FA杯             | 期間通算         | 期間通算         |
| 2003             | 釜山             |                  | Kリーグ          | 27               | 2                | -                | -                | 0                | 0                | 27               | 2                |
| 2004             | 釜山             |                  | Kリーグ          | 20               | 1                | 10               | 3                | 1                | 2                | 31               | 6                |
| 2005             | 蔚山現代         |                  | Kリーグ          | 23               | 0                | 12               | 0                | 1                | 0                | 36               | 0                |
| 2006             | 蔚山現代         |                  | Kリーグ          | 8                | 0                | 0                | 0                | 0                | 0                | 8                | 0                |
| 通算             | 日本             | 日本             | J1               | 215              | 43               | 17               | 1                | 22               | 6                | 254              | 50               |
| 通算             | 日本             | 日本             | J2               | 33               | 5                | -                | -                | 0                | 0                | 33               | 5                |
| 通算             | オランダ         | オランダ         | エールディヴィジ | 25               | 1                |                  |                  |                  |                  |                  |                  |
| 通算             | 韓国             | 韓国             | Kリーグ          | 78               | 3                | 22               | 3                | 2                | 2                | 102              | 8                |
| 総通算           | 総通算           | 総通算           | 総通算           | 351              | 52               |                  |                  |                  |                  |                  |                  |

- 1994年 Jリーグチャンピオンシップ 2試合0得点

| 国際大会個人成績 | 国際大会個人成績 | 国際大会個人成績 | 国際大会個人成績 | 国際大会個人成績 |
| 年度             | クラブ           | 背番号           | 出場             | 得点             |
| AFC              | AFC              | AFC              | ACL              | ACL              |
| ---------------- | ---------------- | ---------------- | ---------------- | ---------------- |
| 2006             | 蔚山現代         |                  |                  |                  |
| 通算             | AFC              | AFC              |                  |                  |

その他
- Jリーグオールスターサッカー選出 : 2回 (1995, 2000)

## 代表歴

### 出場大会
- 韓国代表
  - 1994 FIFAワールドカップ
  - 1998 FIFAワールドカップ

### 試合数
- 国際Aマッチ 45試合 5得点（1990年-2000年）[18]

| 韓国代表 | 国際Aマッチ | 国際Aマッチ |
| 年       | 出場        | 得点        |
| -------- | ----------- | ----------- |
| 1990     | 8           | 1           |
| 1991     | 0           | 0           |
| 1992     | 1           | 0           |
| 1993     | 8           | 1           |
| 1994     | 5           | 0           |
| 1995     | 0           | 0           |
| 1996     | 0           | 0           |
| 1997     | 0           | 0           |
| 1998     | 5           | 0           |
| 1999     | 5           | 1           |
| 2000     | 13          | 2           |
| 通算     | 45          | 5           |

## 著書
- 『日韓サッカー文化論』（講談社現代新書、2002年 二宮清純監修）ISBN 4-06-149606-9